# المحميات الطبيعية في الأردن

المواقع التقريبية للمحميات الستة الأولى في الأردن

يوجد في الأردن حاليا إثنى عشر محمية طبيعية. في عام 1966 تأسست الجمعية الملكية لحماية الطبيعة التي تشرف على إدارة المحميات في الأردن، وكان يرأسها الملك الراحل الحسين بن طلال. قامت الجمعية الملكية بتأسيسس أول محمية طبيعية في الأردن وهي محمية الشومري للحياة البرية عام 1975، من أجل خلق وسائل لتكاثر الأنواع المهددة بالانقراض، على وجه التحديد: المها العربي، والغزلان، والنعام، والمرشدين الفارسيين في بيئتهم الطبيعية. واصبحت المحميات الطبيعية مصدرا للسياحة البيئية في الاردن، ورافد اقتصادي مستدام، ووفرت المحميات العديد من فرص العمل، وأسهمت بدخل سنوي مباشر للمجتمعات المحلية.

## التاريخ
بدأت مبادرات إنشاء المحميات الطبيعية لغايات حماية الطبيعة عام 1965 وذلك عندما طلب الملك الحسين بن طلال من الحكومة إعداد برنامج وطني لحماية الطبيعة، حيث تم إنشاء محمية الأزرق الصحراوية في البداية عام 1968 والتي لم يكتب لها النجاح، تلى ذلك إنشاء محمية الشومري عام 1975 وتوالى بعد ذلك إنشاء المحميات ليصل عددها إلى عشر محميات طبيعية برية. ولاحقا تم تحويل ما نسبته 5.2% من الأراضي الأردنية إلى محميات وارتفاع عدد المحميات إلى 13 محمية.

## الانماط النباتية
تم اعتماد تمثيل الأنماط النباتية بنسبة %4 كأساس للحماية. ويوجد في الأردن ثلاثة عشر نمط نباتي مختلف وهي:
- نمط غابات الصنوبر الحلبي
- نمط النبت الملحي
- نمط نبت غابات البلوط دائم الخضرة
- نمط النبت االستوائي
- نمط غابات البلوط متساقط األوراق
- نمط الكثبان الرملية
- نمط غابات العرعر
- نمط نبت الطلح
- نمط البحر الأبيض المتوسط الغابوي
- نمط نبت السهوب
- نمط نبت القيعان المائية
- نمط نبت الحماد

## المحميات
|    | المحمية                             | المحافظة      | الموقع                                                                | المساحة                     | تاريخ إنشاء | ملاحظات                                              |
| -- | ----------------------------------- | ------------- | --------------------------------------------------------------------- | --------------------------- | ----------- | ---------------------------------------------------- |
| 1  | محمية الشومري للحياة البرية         | الزرقاء       | قضاء الأزرق                                                           | 22 كيلومتر مربع (8 ميل2)    | 1975        | [ 4 ]                                                |
| 2  | محمية الأزرق المائية                | الزرقاء       | قضاء الأزرق                                                           | 12 كيلومتر مربع (5 ميل2)    | 1978        | [ 3 ]                                                |
| 3  | محمية الموجب للمحيط الحيوي          | الكرك مأدبا   | الشاطئ الشرقي من البحر الميت قضاء العريض وقضاء غور المزرعة ولواء فقوع | 212 كيلومتر مربع (82 ميل2)  | 1985        | أدنى المحميات الطبيعية في العالم                     |
| 4  | محمية غابات عجلون                   | عجلون         | قضاء عرجان قضاء صخرة، لواء قصبة عجلون                                 | 13 كيلومتر مربع (5 ميل2)    | 1988        | [ 4 ]                                                |
| 5  | محمية ضانا للمحيط الحيوي            | الطفيلة       | لواء بصيرا                                                            | 320 كيلومتر مربع (124 ميل2) | 1993        | أكبر محمية طبيعية في الأردن                          |
| 6  | منطقة وادي رم الطبيعية              | العقبة        | وادي رم                                                               | 702 كيلومتر مربع            | 1997        | تنوع حيوي مرتبط بالبيئة الصحراوية                    |
| 7  | محمية العقبة البحرية                | العقبة        | شاطئ العقبة                                                           | 2.8 كيلومتر مربع            | 1997        | موائل بحرية وحيدة ومهمة مثل أعشاب البحر              |
| 8  | محمية غابات دبين                    | جرش           | لواء قصبة جرش، قضاء برما                                              | 8.5 كيلومتر مربع (3 ميل2)   | 2004        | أصغر محمية في الأردن                                 |
| 9  | مرصد طيور العقبة                    | العقبة        | قرب معبر وادي عربة                                                    | 0.5 كيلومتر مربع            | 2004        | تقع على مسار هجرة الطيور بين اوراسيا وافريقيا        |
| 10 | محمية غابات اليرموك                 | إربد          | لواء بني كنانة                                                        | 20.5 كيلومتر مربع           | 2010        | موطن الشجرة الوطنية للأردن                           |
| 11 | حمرة ماعين                          | مادبا البلقاء | قضاء ماعين لواء الشونة الجنوبية                                       | 26.9 كيلومتر مربع           | 2011        | موئل لطيور الوقواق وعقاب الحيات والابلق الحزين.      |
| 12 | محمية فيفا الطبيعية                 | الكرك         | لواء الأغوار الجنوبية                                                 | 23.2 كيلومتر مربع (9 ميل2)  | 2011        | [ 4 ]                                                |
| 13 | محمية الضاحك الطبيعية               | الزرقاء       | البادية الشمالية الشرقية                                              | 265 كيلومترا مربع           | 2018        | بالقرب من الطريق الدولي الذي يربط الاردن مع السعودية |
| 14 | محمية المأوى للطبيعة والحياة البرية | جرش           | جبل المنارة، سوف                                                      | 1.1 كم مربع                 | 2011        |                                                      |

### محمية ضانا الطبيعية

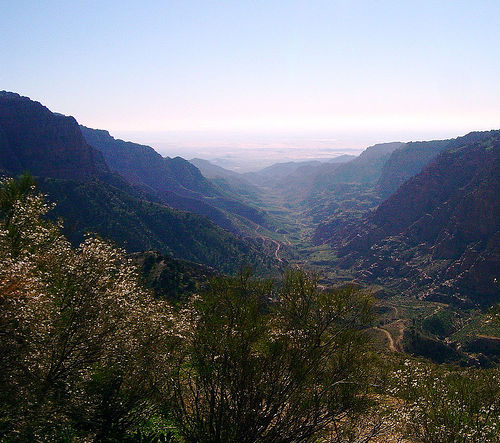
محمية ضانا الطبيعية

محمية ضانا الطبيعية، تقع في بلدة ضانا في الجبال إلى الشرق من وادي عربة. تتميز بالمنحدرات الحادة في الوديان الصخرية التي تغطيها الأشجار الصغيرة والشجيرات. وهي متنوعة الجيولوجيا فيوجد بها الحجر الجيري والحجر الرملي والجرانيت. يوجد في المحيمية بعض الأنشطة غير المشروعة مثل الرعي وقطع الأخشاب والصيد غير المشروع الذي يهدد الوعل.

### وادي الموجب

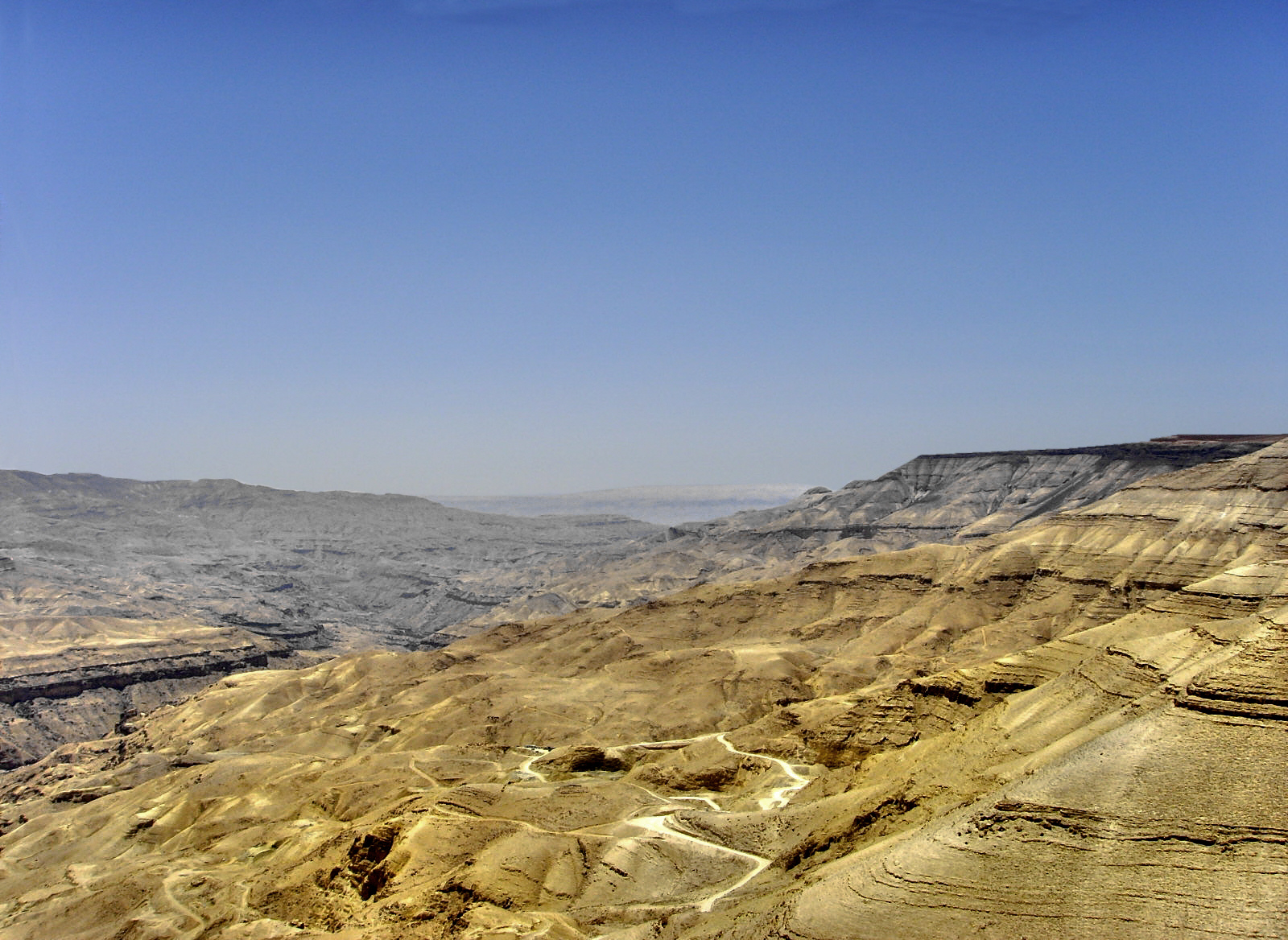
وادي الموجب

الموجب هو محمية طبيعية، المعروف أيضا باسم وادي الموجب وادي طويل يتغذى من البحر الميت من خلال تشغيل المنطقة القديمة من مواب وأدنى المحميات الطبيعية في العالم. يقع وادي الموجب إلى الشرق من البحر الميت، ويتكون من شبكة تيارات المياه العذبة، وهذا جعل المنطقة أكثر خصوبة. يحتوي الوادي على 300 نوع من النباتات، وأيضا على ما لا يقل عن 10 أنواع من الحيوانات آكلة اللحوم والحيوانات الأخرى، منها الوبر، الغرير، والوعل النوبي الذي أعيد إلى البرية من قبل الجمعية.

### محمية عجلون

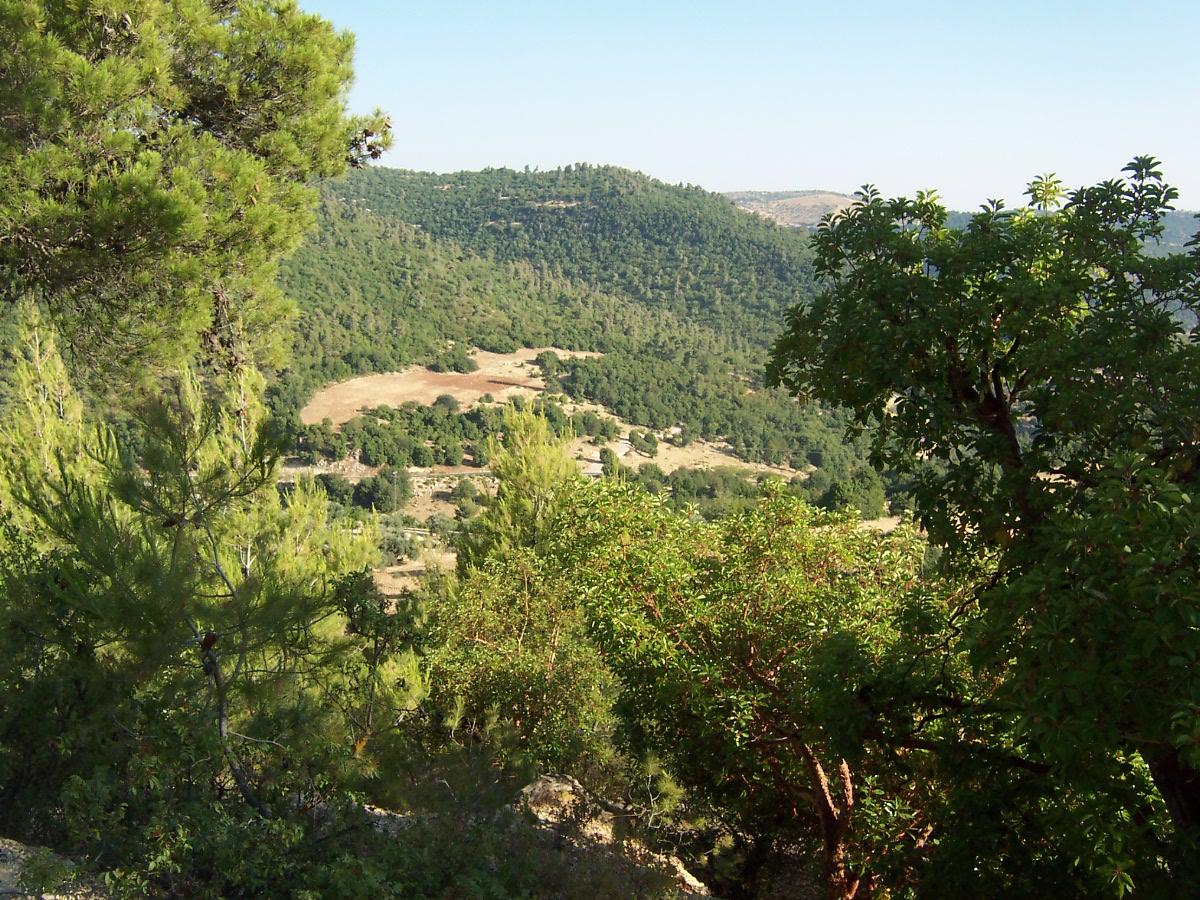
محمية عجلون

محمية عجلون هي غابة تقع في شمال الأردن بالقرب من جرش وعجلون وعلى مقربة من قلعة عجلون. تحتوي المحمية على السنديان دائمة الخضرة، وكذلك الفراولة والفستق الأشجار وغيرها.وأيضا الحجر مارتنز، ابن آوى، الثعالب الحمراء، الضباع المخططة، الفارسية السناجب، الشيهم، الذئاب تعيش في هذا المجال. المحمية مملوكة من القطاع الخاص، يوجد في المحمية بعض الأنشطة غير المشروعة مثل: الصيد غير المشروع، وقطع الأخشاب والرعي، ولكن التعاون مع السكان المحليين أدى إلى زيادة الوعي في المجتمع حول الحفاظ على الغابات.

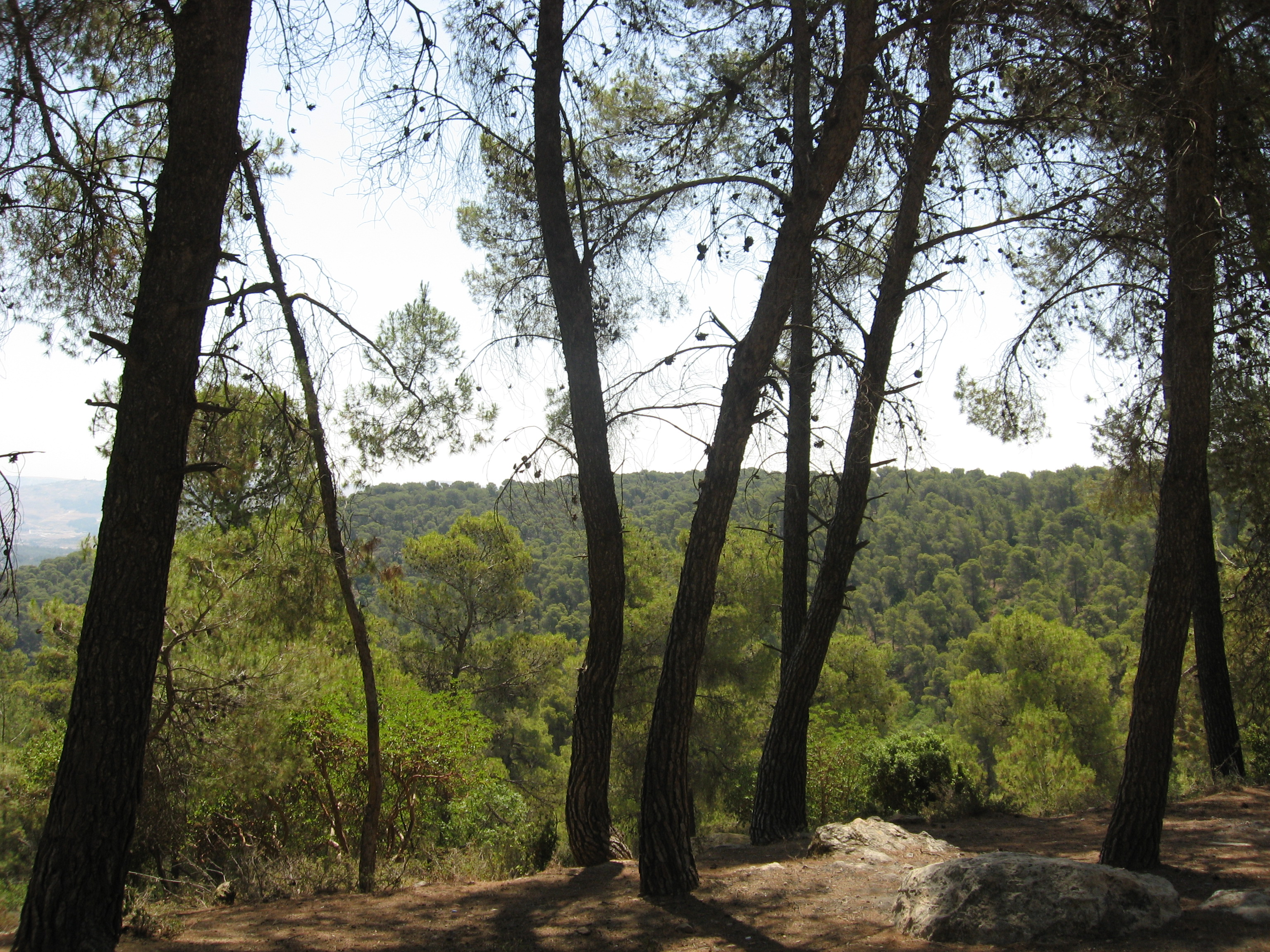
احراج دبين

### محمية الأزرق

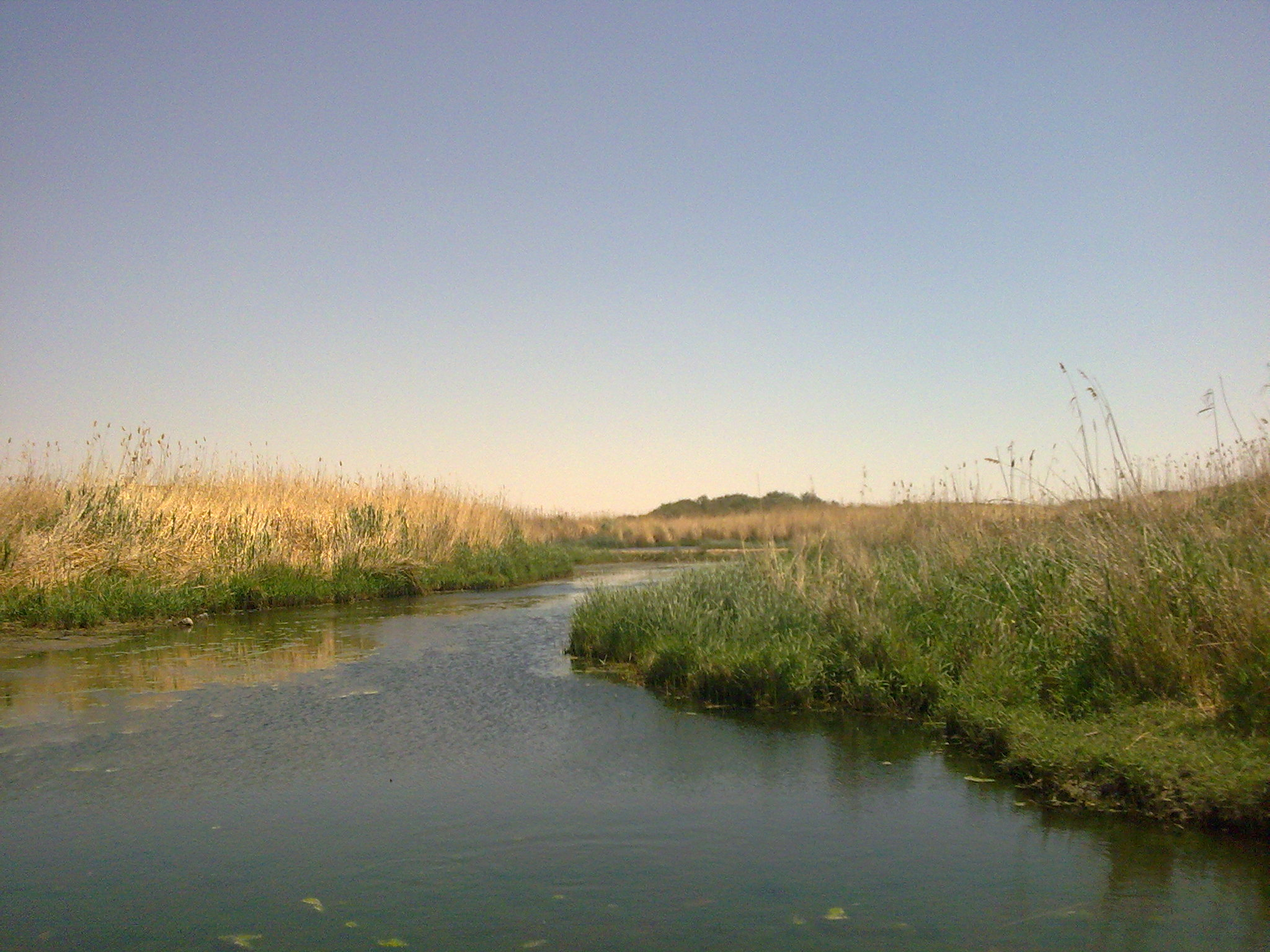
محمية الأزرق

تقع محمية الأزرق في الصحراء الشرقية بالقرب من مدينة الأزرق. تستوقف المحمية ملايين الطيور المهاجرة من أفريقيا إلى أوراسيا.

### محمية الشومري

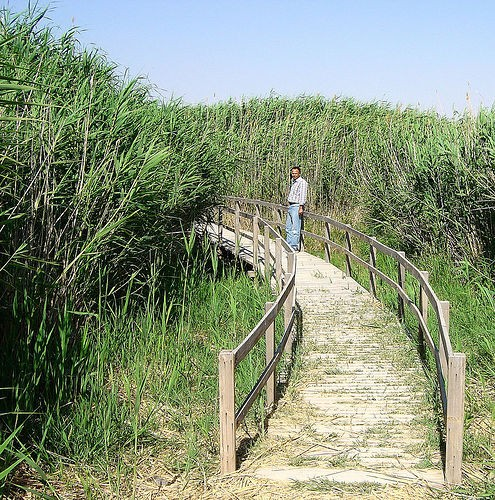
القصب في محمية الشومري

محمية الشومري للأحياء البرية تأسست في عام 1975. تقع في الصحراء الأردنية الشرقية، على مقربة من محمية الأزرق المائية. المحمية تأسست على الحياة البرية في المنطقة الصحراوية. واحدة من الأهداف الرئيسية للمحمية إعادة الحيوانات المنقرضة، وخاصة المها العربي إلى البرية. في عام 1983 تم إعادة المها والصومال النعام، والأخدر الفارسي والغزلان إلى بيئة المحمية. 

### محمية الفيفا الطبيعية
في 13 يوليو 2011، تم الإعلان رسميا عن محمية الفيفا الطبيعية. وهي تقع في الجزء الجنوبي الغربي من الأردن. تبلغ مساحتها 23.2 كم2

## مستقبل المحميات الطبيعية
أعربت الجمعية الملكية لحماية الطبيعة عن رغبتها في إنشاء ما يصل إلى تسع محميات طبيعية جديدة في الأردن.

## وصلات خارجية
- موقع الجمعية الملكية لحماية الطبيعة